# Saptari (distrito)
Saptari é um distrito da zona de Sagarmatha, no Nepal.